# Tiggarens tal
Tiggarens tal är ett musikalbum av gruppen Imperiet utgivet 25 maj 1988. Albumet blev gruppens sista ordinarie album. Senare utgivna skivor är enbart samlingar av olika slag.

## Låtlista
1. "Jag är en idiot" - 4:46
2. "Du är religion" - 3:59
3. "Party" - 5:06
4. "Kanonsång"  - 2:20. (Cover från Tolvskillingsoperan)
5. "Ballad om en amerikansk officer" - 5:08. (Låten syftar på Iran-Contras-affären som ägde rum 1986-1987. Låten hånar Oliver North och hans inblandning bland annat i rättegången där han skyllde ifrån sig, "Jag lydde bara order och mitt land".)
6. "..som eld" - 4:08
7. "I hennes sovrum" - 2:42
8. "Kung av jidder" - 4:27
9. "Tiggarens tal" - 3:33
10. "Erotisk politik" - 3:23
11. "...när vodkan gjort oss vackra" - 3:11
12. "I hennes sovrum (elektrisk version)" - 3:50 (Enbart på CD-utgåvan)

## Medverkande

### Imperiet
- Joakim Thåström, sång och gitarr
- Christian Falk, bas
- Fred Asp, trummor

### Övriga Musiker
- Peter Puders, gitarr
- Bubbi Morthens, Gitarr
- Richard Lloyd, Gitarr
- Stefan Blomqvist, Piano, Keyboard
- Stefan Glaumann, Bakgrundssång
- Sankan, Bakgrundssång

## Listplaceringar
| Lista (1988) | Topplacering |
| ------------ | ------------ |
| Sverige      | 4            |